# Robert Behrend

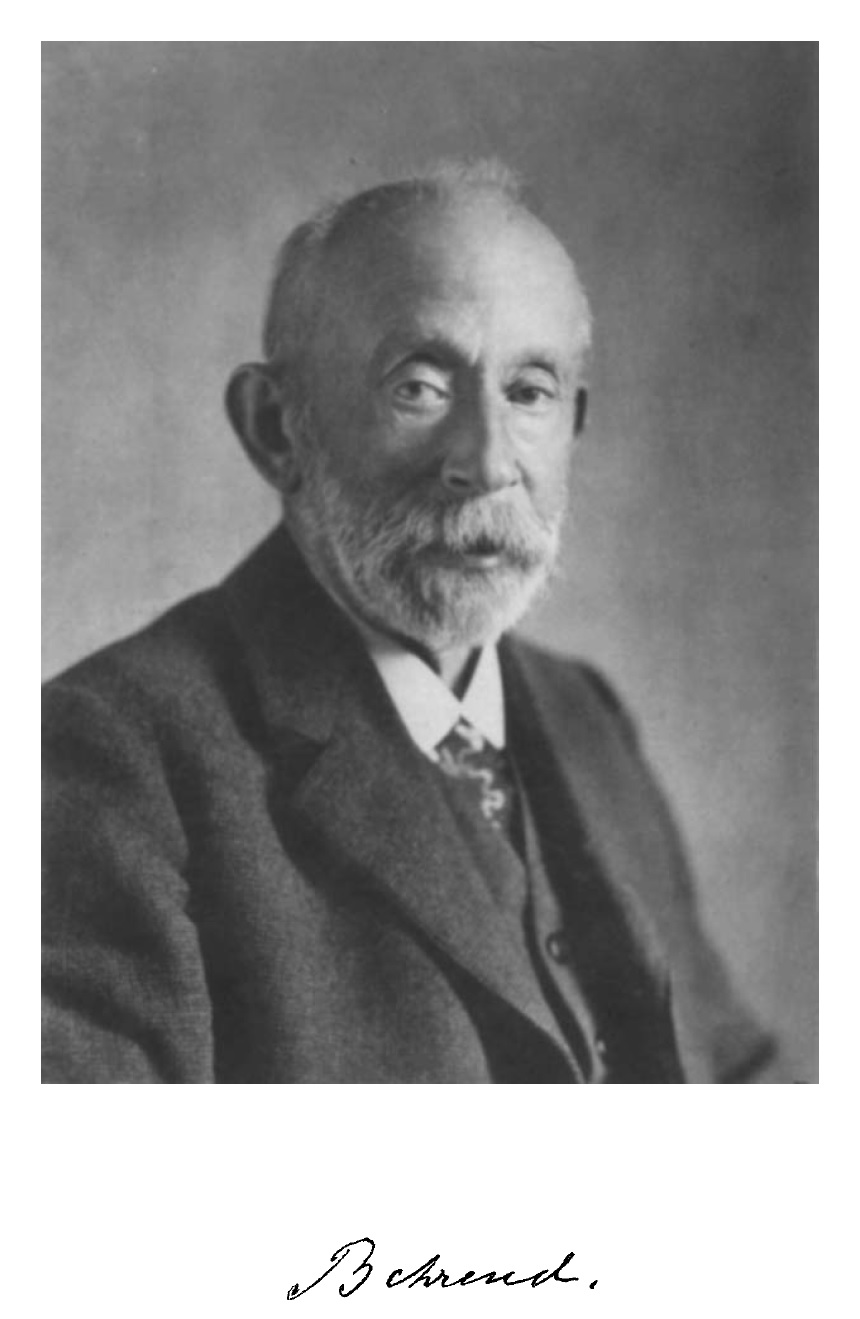

Robert Behrend (* 17. Dezember 1856 in Harburg; † 15. September 1926 in Hannover; vollständiger Name Anton Friedrich Robert Behrend) war ein deutscher Chemiker.

## Leben
Er begann 1876 in Heidelberg ein Jurastudium, sattelte aber im folgenden Jahr auf Chemie um und ging 1877 nach Leipzig, wo er physikalische Chemie studierte und 1881 zum Dr. phil. promoviert wurde mit der Arbeit Über substituirte Sulfamide und Amidosulfonchloride. 1881–1887 war er Assistent am Physikalisch-Chemischen Institut der Universität Leipzig und anschließend bis 1895 Assistent am I. Chemischen Universitätslaboratorium. 1885 hatte er sich in Leipzig habilitiert mit der Arbeit Versuche zur Synthese von Körpern der Harnsäurereihe. Er wurde Schüler von Wilhelm Ostwald. 1885–1889 war Privatdozent für Chemie an der Philosophischen Fakultät Universität Leipzig. Im Jahr 1890 wurde er zum Mitglied der Gelehrtenakademie Leopoldina gewählt. 1895–1897 war er Privatdozent für Organische und Physikalische Chemie an der Technischen Hochschule Hannover, und dann dort ordentlicher Professor bis 1924.
Mit Oscar Rosen veröffentlichte er seine Habilitationsarbeit in den Berichten der deutschen chemischen Gesellschaft. Darin bewies er, dass Harnsäure ein Purinderivat ist, lieferte einen Hinweis auf die richtige Purinformel und beschrieb eine Synthese für Harnsäure. Er nahm auch die erste potentiometrische Titration vor und lieferte den Beweis für die Ringstruktur der Glucose sowie deren α- und β-Form.
1893 unternahm er erste Arbeiten zur potentiometrische Titration, die von Wilhelm Böttger (1871–1949) weitergeführt wurde.
Er war von 1890 bis 1895 außerordentliches Mitglied der Sächsischen Akademie der Wissenschaften zu Leipzig. 1886 hatte er Elisabeth, die Tochter des Theologen Constantin von Tischendorf, geheiratet. Ihre gemeinsame Tochter Elisabeth Behrend wurde Schriftstellerin.

## Veröffentlichungen
- Synthese der Harnsäure; in: Ann. d. Chem. 251; 1889
- Versuche zur Synthese von Körpern aus der Harnsäurereihe; in: Ann. d. Chem. 229, 331; 1885